# Rhizocarpon subgeminatum
Rhizocarpon subgeminatum är en lavart som beskrevs av Eitner. Rhizocarpon subgeminatum ingår i släktet Rhizocarpon och familjen Rhizocarpaceae.  Arten är reproducerande i Sverige. Inga underarter finns listade i Catalogue of Life.
I den svenska databasen Dyntaxa används istället namnet Rhizocarpon suomiense för samma taxon.  Arten är reproducerande i Sverige.

## Källor

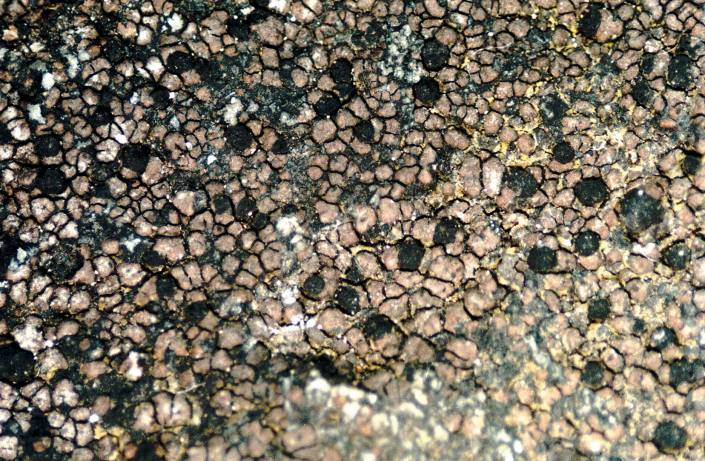
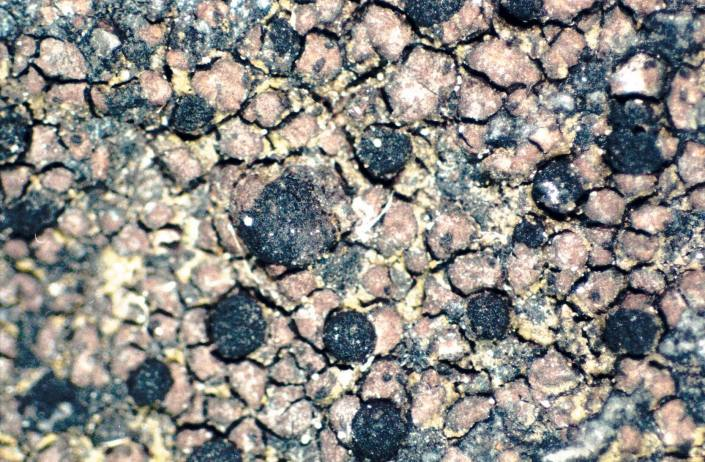
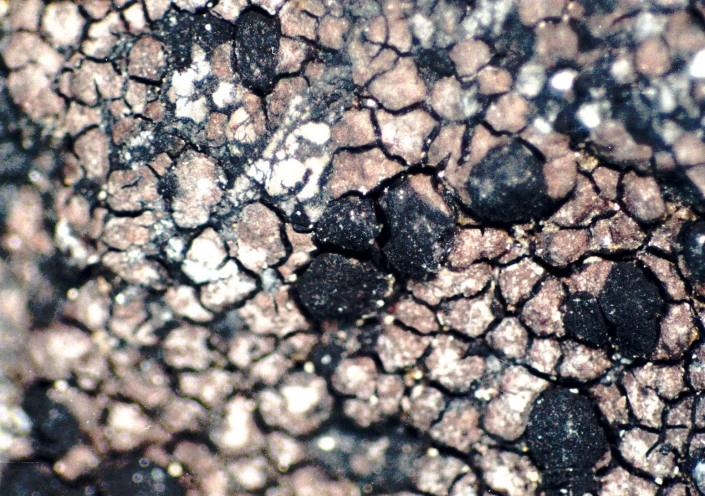
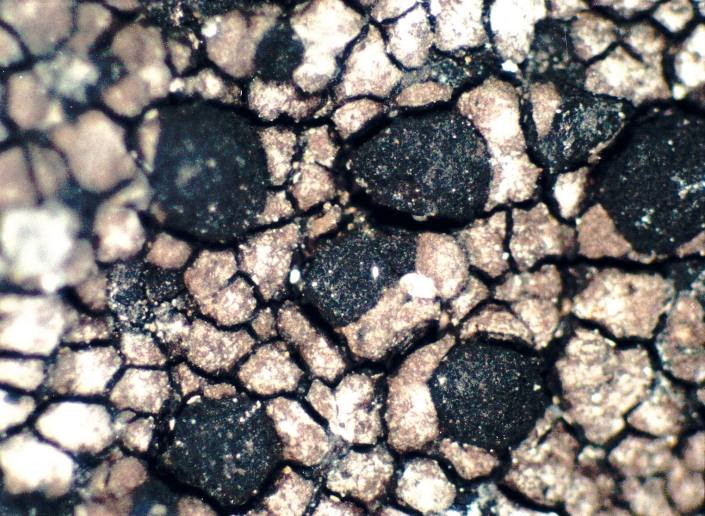
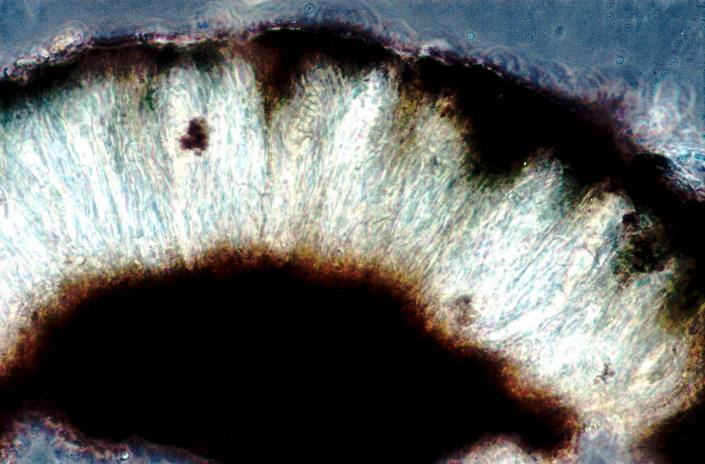
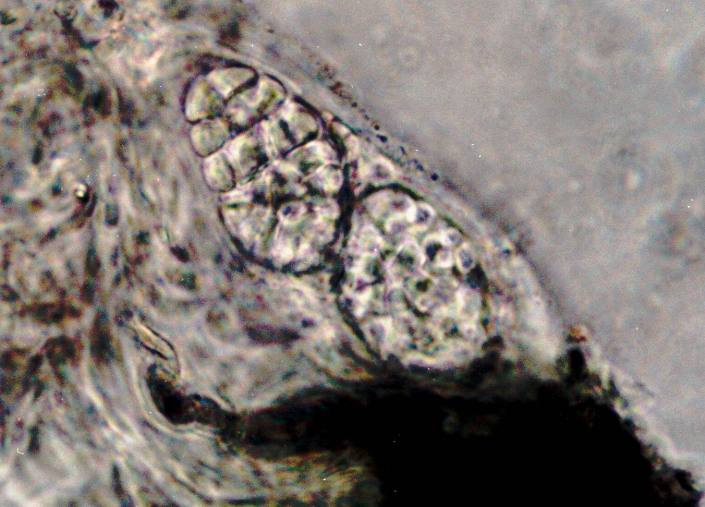
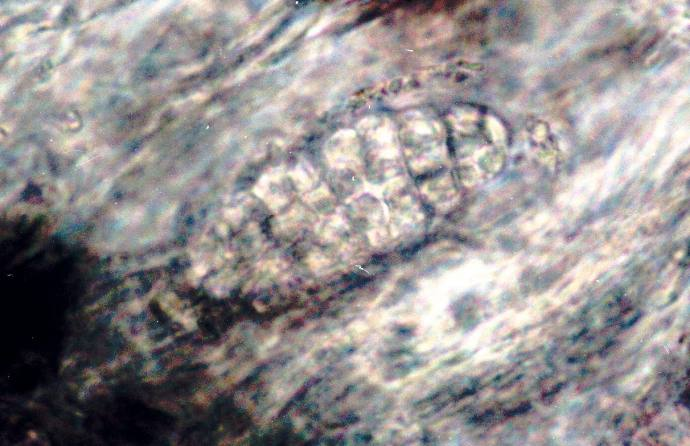
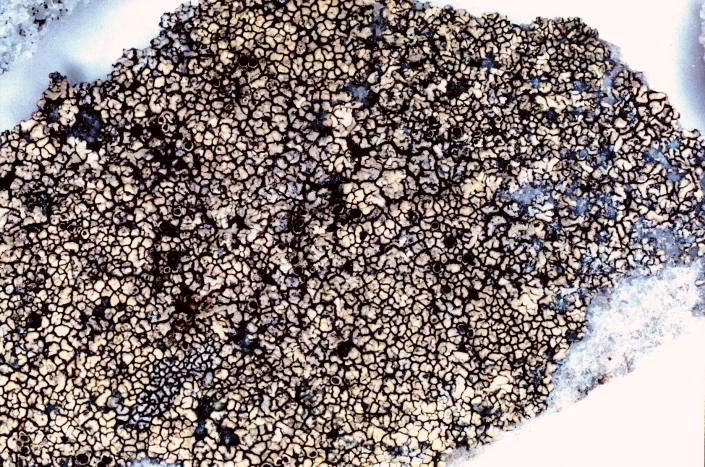